# Kailash Satyarthi

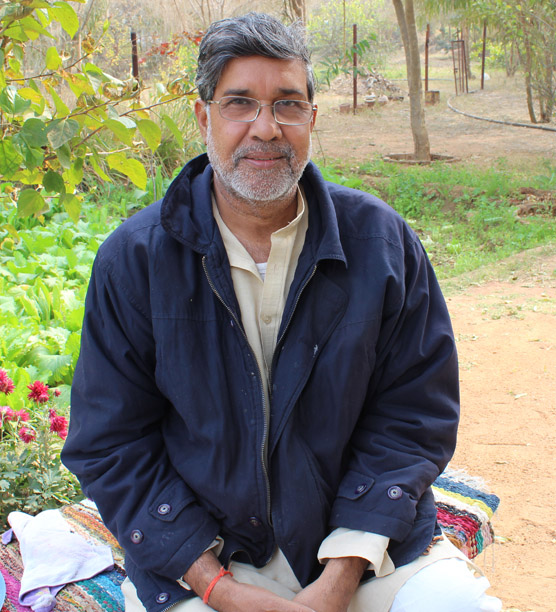
Kailash Satyarthi (2013)

Kailash Satyarthi (Hindi कैलाश सत्यार्थी; * 11. Januar 1954 in Vidisha, Madhya Pradesh) ist ein indischer Kinderrechts- und Bildungsrechtsaktivist. Am 10. Oktober 2014 wurde ihm gemeinsam mit Malala Yousafzai der Friedensnobelpreis zuerkannt.

## Leben
Satyarthi ist Ingenieur der Elektrotechnik mit einem Diplom in Hochspannungstechnik und war Dozent in Bhopal. Im Jahr 1980 legte er seinen Beruf als Dozent nieder und widmete seine Arbeit dem Kampf gegen die Ausbeutung von Kindern. 1980 wurde Satyarthi Generalsekretär der Bonded Labour Liberation Front (Bandhua Mukti Morcha, „Front gegen Schuldknechtschaft“). Diese Nichtregierungsorganisation bekämpft die Versklavung von Kindern, deren Eltern überschuldet sind. Im selben Jahr gründete Satyarthi die Bachpan Bachao Andolan (BBA, englisch Save Childhood Movement, „Rettet-die-Kindheit-Bewegung“). Weitere, internationale Organisationen und Bewegungen, in denen sich Satyarthi engagierte, waren der Global march against child labor („Weltweiter Marsch gegen Kinderarbeit“) und die Global Campaign for Education („Weltweite Kampagne für Bildung“). Er engagierte sich in Organisationen, die den fairen Handel von Produkten, die ohne Kinderarbeit hergestellt wurden, fördern, wie Goodweave und Rugmark.
Sein Engagement gegen Kinderausbeutung und Kinderarbeit begründete er auch damit (gegen Argumente, dass die Kinder dadurch zum Familieneinkommen und zur Verbesserung ihrer eigenen Lage beitrügen), dass Kinderausbeutung ein zentraler Bestandteil in einem Teufelskreis aus Unwissenheit, Armut und Korruption sei.
Es wird geschätzt, dass die BBA seit ihrer Gründung bis zu 80.000 Kinder aus Sklavenarbeit befreit und bei ihrer Re-Integration in menschenwürdigere Verhältnisse geholfen hat.

## Nobelpreis
Im Jahr 2014 wurde Satyarthi für „seinen Kampf gegen die Unterdrückung von Kindern und Jugendlichen und für das Recht aller Kinder auf Bildung“ der Friedensnobelpreis zuerkannt. Er erhielt den Preis gemeinsam mit der pakistanischen Kinderrechtsaktivistin Malala Yousafzai.

## Auszeichnungen
- 1993: Ashoka Fellowship[2]
- 1994: Aachener Friedenspreis[6]
- 1995: Robert F. Kennedy Human Rights Award
- 1999: Menschenrechtspreis der Friedrich-Ebert-Stiftung
- 2008: International Alfonso Comín Award
- 2014: Friedensnobelpreis
- 2017: Benennung eines Asteroiden nach ihm: (246821) Satyarthi

## Film
- Hubert Dubois: Kinder als Arbeitssklaven. Arte 2012. 72 Minuten.
- Price of Free. Youtube 2018. 87 Minuten.

## Zitate
- "Globalisieren wir das Mitgefühl. [...] Demokratisieren wir die Bildung." (aus Kailash Satyarthis Rede während der Verleihung des Friedensnobelpreises in Oslo am 10. Dezember 2014, Phoenix, Live-Übertragung vom 10. Dezember 2014 ab ca. 13 Uhr)